# Extrapyramidala bieffekter
Extrapyramidala bieffekter eller biverkningar, är effekter som observeras hos patienter med parkinsonism eller hos patienter med neuroleptikabehandling. Orsaken är i bägge fallen en dopaminerg underfunktion som vid parkinsonism beror på degeneration eller inflammation, och vid neuroleptikatillförsel på tillfällig blockad av dopaminreceptorer i det nigrostriatala systemet. 

## Akuta biverkningar
Till de akuta biverkningarna räknas parkinsonism, akinesi, akut dystoni och akatisi och sannolikheten att dessa uppträder ökar med preparat som saknar antikolinerg verkan. Minst risk har klozapin, risperidon, quetiapin och olanzapin och av de klassiska neuroleptika klorpromazin och klorprotixen.
- Akatisi - innebär att personen inte kan sitta still utan verkar ha "myror i byxan".
- Akut dystoni - kan te sig mycket dramatiskt och visar sig som tonusökning och olika muskelgrupper, till exempel hals, käkparti, tunga och svalg. Patienten klagar på en intensivt obehaglig och smärtsam kramp.
- Parkinsonism - börjar ofta med stelhetskänsla i kroppen och kan sedan inom två månaderna utveckla sig till den klassiska bilden vid Parkinson med hypokinesi, rigiditet och tremor.
- Akinesi - innebär svårigheter för patienten att röra sig.
- Malignt neuroleptikasyndrom- muskelrigiditet av blyrörstyp, snabb ytlig andning, förvirrad, feber och akinesi.

## Sena biverkningar
- Tardiv dyskinesi - är en sen biverkning som uppkommer efter långvarigt användande. Består av okontrollerade muskelrörelser, exempelvis ormtunga (sticka ut tungan).